# Natürliche Operation
Die Hessenbergschen natürlichen Operationen, benannt nach Gerhard Hessenberg, sind mathematische Rechenoperationen für Ordinalzahlen und benutzen wesentlich die Cantorschen Normalformen der Operanden und damit die transfinite Arithmetik der Ordinalzahlen.

## Cantorsche Normalform
Die Cantorsche Normalform einer Ordinalzahl {\displaystyle \alpha \neq 0} hat die Gestalt einer Summe von {\displaystyle \omega }-Potenzen, deren Summanden nach fallender Größe geordnet und sämtlich {\displaystyle \neq 0} sind:
{\displaystyle \alpha =\omega ^{\lambda _{m_{\alpha }}^{(\alpha )}}{\kappa _{m_{\alpha }}^{(\alpha )}}+\cdots +\omega ^{\lambda _{0}^{(\alpha )}}{\kappa _{0}^{(\alpha )}}=\sum _{i\leq m_{\alpha }}\ \omega ^{\lambda _{i}^{(\alpha )}}{\kappa _{i}^{(\alpha )}},}
wobei die Exponenten
{\displaystyle \lambda _{0}^{(\alpha )}<\dots <\lambda _{m_{\alpha }}^{(\alpha )}\leq \alpha }
selbst Ordinalzahlen sind und die Koeffizienten {\displaystyle 0<\kappa _{0}^{(\alpha )},\dots ,\kappa _{m_{\alpha }}^{(\alpha )}<\omega }
natürliche Zahlen.
Die Cantorsche Normalform der Ordinalzahl {\displaystyle \alpha =0} ist die Summe mit dem einzigen Summanden {\displaystyle 0=\omega ^{0}0}.

## Natürliche Summe
Die natürliche Summe {\displaystyle \alpha \oplus \beta } zweier Ordinalzahlen wird durch ihre Cantorsche Normalform festgelegt. Diese Cantorsche Normalform von {\displaystyle \alpha \oplus \beta } ergibt sich aus den Cantorschen Normalformen von {\displaystyle \alpha } und {\displaystyle \beta } dadurch, dass man deren beider Summanden formal zu einer neuen Summe zusammenfügt, dabei die Koeffizienten von Summanden mit gleicher {\displaystyle \omega }-Potenz addiert, und schließlich diese Summanden wieder nach absteigenden {\displaystyle \omega }-Potenzen ordnet.
Diese natürliche Addition {\displaystyle \oplus } ist nicht nur assoziativ und echt monoton, wie die gewöhnliche Addition von Ordinalzahlen, sie ist auch kommutativ. Und die Ordinalzahl 0 ist wieder neutrales Element auch bei der natürlichen Addition.

## Natürliches Produkt
Analog wird das natürliche Produkt {\displaystyle \alpha \odot \beta } zweier Ordinalzahlen durch seine Cantorsche Normalform festgelegt. Diese Cantorsche Normalform von {\displaystyle \alpha \odot \beta } ergibt sich aus den Cantorschen Normalformen von {\displaystyle \alpha } und {\displaystyle \beta } dadurch, dass man diese beiden Summen formal ausmultipliziert, dabei das formale Produkt zweier Summanden {\displaystyle \omega ^{\lambda _{i}^{(\alpha )}}{\kappa _{i}^{(\alpha )}}} und {\displaystyle \omega ^{\lambda _{j}^{(\beta )}}{\kappa _{j}^{(\beta )}}} als Summanden {\displaystyle \omega ^{({\lambda _{i}^{(\alpha )}\oplus \lambda _{j}^{(\beta )}})}{\kappa _{i}^{(\alpha )}\cdot \kappa _{j}^{(\beta )}}} versteht. Wichtig ist dabei, dass im {\displaystyle \omega }-Exponenten dieses Summanden die natürliche Summe der {\displaystyle \omega }-Exponenten seiner formalen Faktoren steht.
Schließlich werden alle diese Summanden wieder nach absteigenden {\displaystyle \omega }-Potenzen geordnet und als Summe zusammengefasst.
Diese natürliche Multiplikation {\displaystyle \odot } ist, wie die gewöhnliche Multiplikation von Ordinalzahlen, assoziativ und streng monoton bei natürlicher Multiplikation mit einem Faktor {\displaystyle \neq 0}. Sie hat {\displaystyle \alpha =0} als Nullelement und {\displaystyle \alpha =1} als neutrales Element. Zusätzlich ist sie aber auch kommutativ und (vollständig) distributiv bezüglich der natürlichen Addition.
Damit bilden die Ordinalzahlen hinsichtlich der Hessenbergschen natürlichen Operationen und ihrer gewöhnlichen Wohlordnung einen geordneten kommutativen Ring mit Einselement.

## Beispiele
Es ist {\displaystyle \omega \oplus 1=\omega +1} und sogar immer {\displaystyle \alpha \oplus n=\alpha +n} für Ordinalzahlen {\displaystyle \alpha } und natürliche Zahlen {\displaystyle n<\omega }.
Es ist {\displaystyle (\omega +2)\oplus (\omega +1)=\omega \cdot 2+3} und damit verschieden sowohl von {\displaystyle (\omega +2)+(\omega +1)=\omega \cdot 2+1} als auch von {\displaystyle (\omega +1)+(\omega +2)=\omega \cdot 2+2}.
Und es ist {\displaystyle (\omega +1)\odot (\omega +2)=\omega ^{2}+\omega \cdot 3+2} und erneut verschieden sowohl von {\displaystyle (\omega +1)\cdot (\omega +2)=\omega ^{2}+\omega \cdot 2+1} als auch von {\displaystyle (\omega +2)\cdot (\omega +1)=\omega ^{2}+\omega +2}.